# Kleiststraße
La Kleiststraße è un’importante strada urbana della città tedesca di Berlino, nel quartiere di Schöneberg.
È dedicata al generale prussiano Friedrich von Kleist ed è parte del Generalszug, un asse stradale rappresentativo creato nel XIX secolo per onorare i successi militari della Prussia.

## Storia
La strada fu progettata dal piano regolatore Hobrecht del 1862 come parte della grande circonvallazione esterna di Berlino.
Nel 1864 ottenne la denominazione di "Kleiststraße", in onore del generale prussiano Friedrich von Kleist; insieme alle strade e alle piazze adiacenti divenne quindi parte del Generalszug, la grande arteria alberata che porta i nomi dei maggiori generali prussiani, scandita da piazze monumentali dedicate alle grandi battaglie.

## Tracciato
La Kleiststraße ha origine a Nollendorfplatz come prolungamento della Bülowstraße e si dirige verso ovest; dopo l'incrocio con le strade An der Urania, Lietzenburger Straße e Martin-Luther-Straße (creato negli anni sessanta del XX secolo come predisposizione per la tangenziale sud, mai realizzata) termina a Wittenbergplatz, dove prosegue con la denominazione di Tauentzienstraße.
La strada si compone di una doppia carreggiata con un ampio parterre centrale. Quest'ultimo è occupato nel primo tratto (fino all'incrocio con la Eisenacher Straße) dalla rampa della metropolitana; nel tratto seguente è adibito in parte a parcheggio e in parte a semplice spartitraffico.

## Edifici notevoli
Sul lato destro:
- ai nn. 3-6 il complesso residenziale "Pyramide", costruito dal 1970 al 1971 su progetto di Fridtjof Schliephacke;[1]
- all'angolo con la An der Urania 20-22 l'edificio direzionale "Dorland-Haus", costruito fra il 1964 e il 1966 su progetto di Rolf Gutbrod, Horst Schwaderer e Hermann Kiess.[2][3]

Sul lato sinistro:
- all'angolo con la Lietzenburger Straße 2 un edificio residenziale, costruito dal 1985 al 1986 su progetto di Hans-Peter Störl.[4]

## Trasporti
Nel 1902 venne attivata la prima tratta della metropolitana di Berlino (odierna linea U2), che percorre la Kleiststraße con un tracciato in parte in viadotto e in parte in galleria. Nel 1926 venne attivato un tracciato parallelo, interamente sotterraneo, percorso oggi dalle linee U1 e U3.